# Cerdanyons
Cerdanyons és un mas al terme municipal de Lluçà, però molt més proper al nucli d'Alpens que a qualsevol altre del seu terme.

## Masia
Edifici amb elements barrocs de planta rectangular allargada construït en diverses fases d'ampliació lateral, i a partir del qual s'han adossat altres edificis originàriament corts, avui inutilitzats.
La part més antiga era una casa de teulat a doble vessant lateral; a la porta d'entrada es conserven les llindes de pedra amb la data 1669. La façana primitiva tenia planta, pis i golfes amb totes les obertures envoltades de pedra. A aquesta construcció se li va adossar un allargament de la mateixa alçada amb quatre arcades de mig punt fetes de maó en cadascun dels dos pisos. La data que es conserva en una de les llindes de la part antiga de la casa és 1669, tot i que la masia de Cerdanyons està documentada abans del segle xiv.

## Paller
El paller a la vora de la masia, compost de dos cossos de planta rectangular, el principal dels quals té teula a doble vessant amb una de les ales allargades el doble que l'altre.
La segona construcció és a la part del darrere de la primera i té el teulat sols a una vessant. L'ordenació de la façana és irregular, amb escala i porta central, porta ampla que serveix de garatge a mà esquerra, i petita porteria a mà dreta. A la part del darrere sols hi ha una petita finestra. La tipologia de la construcció i la datació de la casa de Cerdanyons, la qual està just al costat, fan que el paller es pugui considerar dels segles xviii i xix.